# Freeroll (poker)
Freeroll je pojam koji u pokeru može imati dva različita značenja: freeroll ruka i freeroll turnir.

## Freeroll ruka
Freeroll je situacija iz pokera koja se događa prije nego što je zadnja karta podijeljena, a koja garantira da će bar jedan igrač podijeliti pot (svotu novca ili chipova uloženu od strane samih igrača) bez obzira na zadnju kartu, ali koja daje mogućnost da taj igrač osvoji pot ako se izvuče određena karta.
Primjer iz Texas hold 'ema: Anita drži K♣ 10♣, a Boris drži K♥ 10♥. Nakon treće runde ploča izgleda ovako: A♣ Q♠ J♥ 4♣.  Oba igrača imaju skalu s visokim asom te je najvjerojatnije da će podijeliti pot. Ali, ako zadnja karta bude tref, Borisova skala će izgubiti od Anitine boje. Niti jedna zadnja karta ne daje Borisu više od podjele pota, dok Anita može odnijeti cijeli pot, te se kaže da Anita "freerolla" Borisa.
| Igrač A | Igrač B | Stol          | Objašnjenje                                           |
| ------- | ------- | ------------- | ----------------------------------------------------- |
| 7♣ T♠   | 7♥ 2♦   | 4♥ 5♣ 6♦ 8♠   | Devetkom probijena skala postaje veća skala (Igrač A) |
| A♣ K♣   | A♦ 2♥   | 5♣ 5♠ 10♥ 10♦ | Kralj igraču A donosi jača dva para                   |
| 9♣ 9K♣  | 9♦ 9♥   | 7♣ 3♣ 5♣ A♥   | ♣ igraču A donosi boju                                |
| K♣ Q♣   | K♦ Q♥   | 7♣ 3♣ J♦ A♥   | ♣ igraču A donosi boju                                |

## Freeroll turnir
Freeroll turnir je turnir u kojem igrači ne plaćaju ulaznu naknadu, za razliku od običnog turnira u kojem je nagrada suma ulaznih naknada igrača. Freeroll turniri su obično turniri za igrače s pozivnicom. "Professional Poker Tour" je turnir takvog tipa u kojem igrači dobiju pravo igrati zahvaljujući rezultatima s prošlih turnira, a financira se preko sponzora.